# Vincent Pilloni
Vincent Pilloni (1982) é um matemático francês, especialista em geometria algébrica aritmética e programa Langlands.
Pilloni estudou na Escola Normal Superior de Paris e obteve um doutorado em 2009 na Universidade Paris 8, orientado por Jacques Tilohuine, com a tese Arithmétique des variétés de Siegel.
Foi palestrante convidado do Congresso Internacional de Matemáticos no Rio de Janeiro (2018), com Fabrizio Andreatta e Adrian Iovita. Recebeu o Prêmio Élie Cartan de 2018.

## Publicações selecionadas
- Sur la théorie de Hida, Bull. Soc. Math. França, vol. 140, 2012, pp. 335–400.
- Modularité, formes de Siegel et surfaces abéliennes, J. Reine Angew. Math., Vol. 666, 2012, pp. 35–82.
- Prolongement analytique sur les variétés de Siegel, Duke Math. J., Vol. 157, 2011, pp. 167–222.
- com Stéphane Bijakowski and Benoit Stroh: Classicité des formes modulaires superconvergentes, Annals of Mathematics, Vol. 183, 2016, pp. 975–1014
- com Fabrizio Andreatta and  Adrian Iovita: p-adic families of modular cusp forms, Annals of Mathematics, Vol. 181, 2015, pp. 623–697
- com Andreatta and Iovita: Le Halo Spectral, Ann. Sci. ENS
- com Andreatta and Iovita: On overconvergent Hilbert modular cusp forms, Astérisque, Vol. 382, 2016, pp. 163–193
- com Benoit Stroh: Surconvergence, ramification et modularité, Astérisque, vol. 382, 2016, pp. 195–266. MR
- Formes modulaires p-adiques de Hilbert de poids 1, Invent. Math., Vol. 208, 2017, pp. 633–676.
- Higher coherent cohomology and p-adic modular forms of singular weight, 2017
  - For preprints, see Pilloni's website.